# Rafaela Azevedo

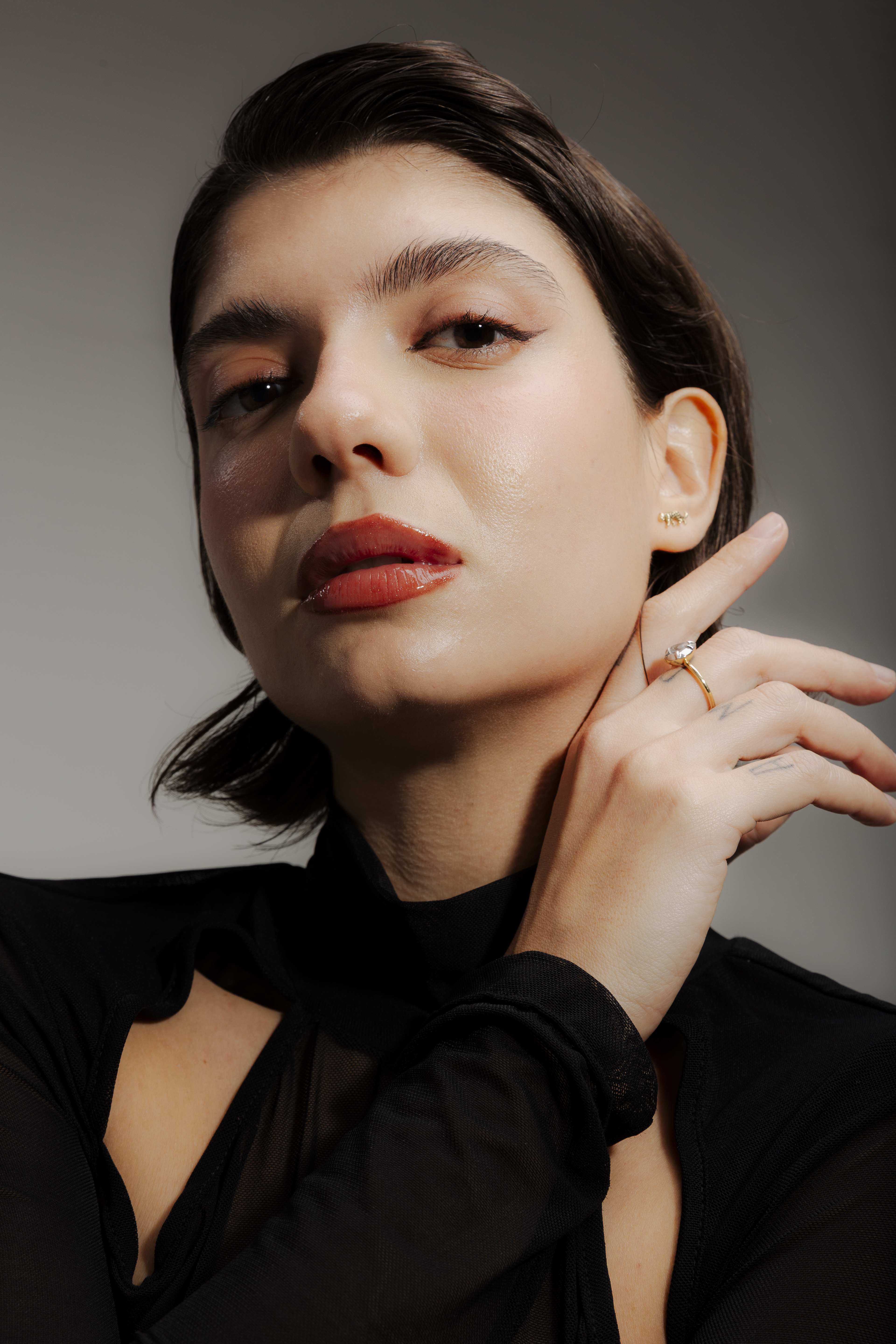
Ensaio fotográfico da atriz Rafaela Azevedo feito pela fotógrafa Maga Maju - Rio de Janeiro, 2023

Rafaela Azevedo (Rio de Janeiro, 18 de dezembro de 1991) é uma palhaça, atriz e diretora brasileira. Ela é a criadora da palhaça Fran, que ficou conhecida pelo espetáculo King Kong Fran, peça que assina a direção e dramaturgia junto com Pedro Brício, e que tem na direção musical a cantora Letrux — "o monólogo vem lotando plateias e arrancando risadas desde a estreia, em 2022", como descreve O Globo.
O espetáculo King Kong Fran, que viajou por várias cidades brasileiras (São Paulo, Rio de Janeiro, Campinas, Belo Horizonte, Salvador, Brasília, Recife, Fortaleza entre outras) e ultrapassou a bilheteria de 100 mil espectadores em 2024, também virou livro pela Editora Cobogó. Além da dramaturgia do espetáculo na íntegra, o livro reúne também textos da idealizadora Rafaela Azevedo, da filósofa Viviane Mosé, da cantora Letrux, e do co-autor Pedro Brício, além da quarta capa ter texto assinado pela atriz Maria Ribeiro. A edição tem também ilustrações de Juliana Montenegro.
Paralelamente, Rafaela Azevedo desenvolve também sua personagem-palhaça Fran: em seu perfil no Instagram; em seu podcast no Spotify, onde conta histórias de suas ouvintes; e também em seu canal no Youtube, onde criou a websérie de chamada O Reality da Fran, com mais de 134 mil visualizações.
Por todo esse trabalho, Rafaela Azevedo recebeu das mãos da comediante Dani Calabresa o Prêmio Geração Glamour 2024 na categoria Elas No Humor — "com críticas ácidas em meio à gargalhadas, a atriz e palhaça ganhou notoriedade por fazer o público refletir sobre pautas feministas", destacou a Revista Glamour na premiação que há dez anos celebra mulheres e que em 2024 teve como temática "Vozes Além do Tempo".
Rafaela também foi a atriz convidada para o ensaio de capa da Revista Glamour na edição de agosto de 2024 — "esqueça o nariz vermelho e o rosto pintado. É com cílios postiços longuíssimos, batom borrado, traje de gorila, que a atriz Rafaela Azevedo se faz", descreveu a publicação.
Além do trabalho no teatro, Rafaela fez parte do elenco do Porta dos Fundos, participando esquetes como Remédio De Verdade ao lado do humorista Antonio Tabet, Melhor Amiga com Evelyn Castro e Thati Lopes e até mesmo participando como Fran, simuilando uma entrevista com Rafael Saraiva e Caíto Mainier.

## King Kong Fran

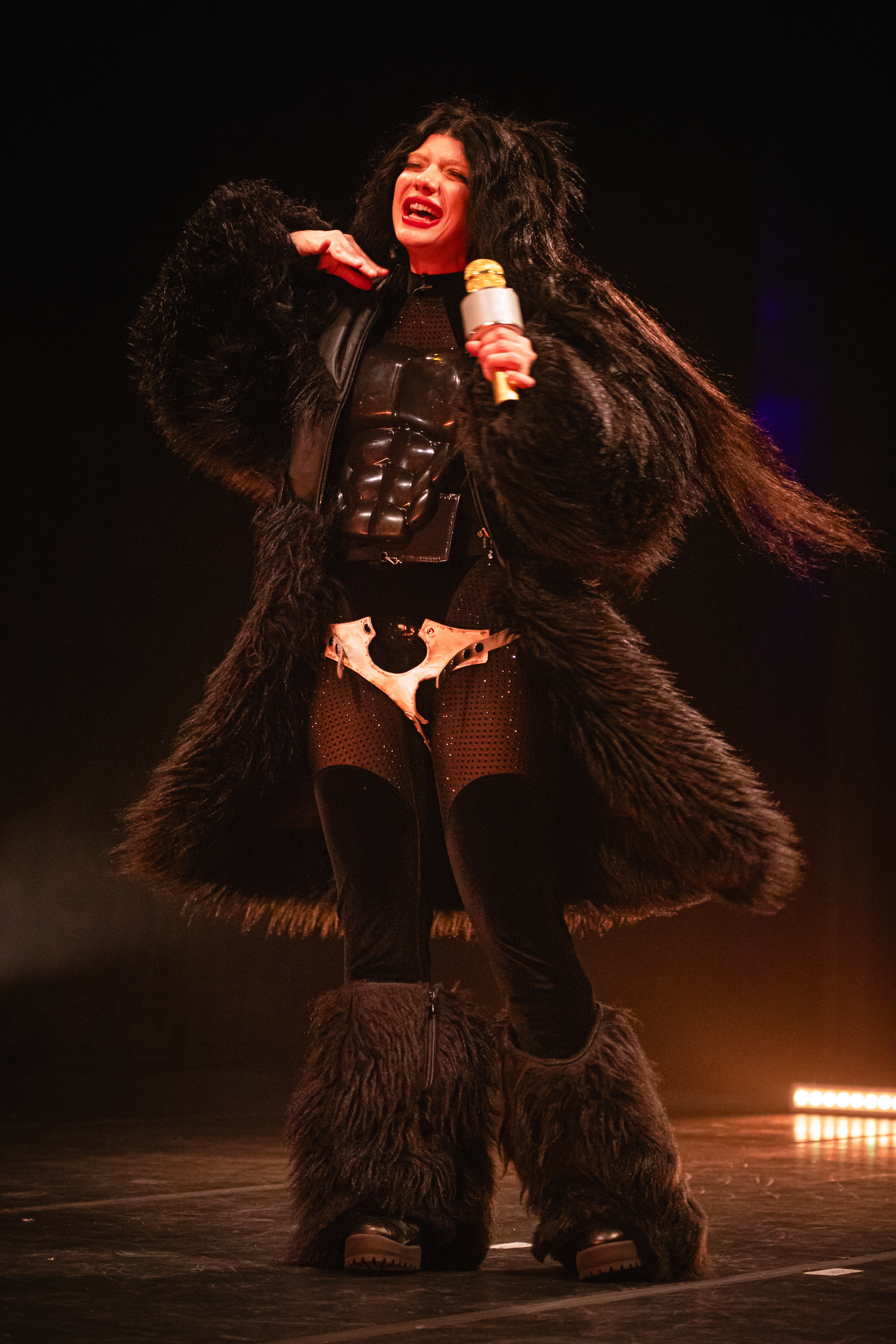
Atriz Rafaela Azevedo, apresentando o espetáculo King Kong Fran, do qual é protagonista, dramaturga e diretora. Foto de Sarah Leal - Rio de Janeiro, 2024

A peça estreou em 2022  por meio de crowdfunding na plataforma Catarse. Ao todo, foram 311 benfeitores que se juntaram para reunir R$30 mil, um orçamento destinado à montagem e a exibição de 4 sessões no Teatro Ipanema, no Rio de Janeiro. Foi assim o começo de um sucesso que ultrapassa mais de 100 mil espectadores.
Com direção e dramaturgia da própria Rafaela Azevedo em parceria com o diretor Pedro Brício, a montagem King Kong Fran tem um caráter de performance.  Em uma fusão das linguagens de circo e teatro, o solo, protagonizado pela personagem-título Fran vivida por Rafaela.
"O discurso da personagem, que gera gargalhadas no público feminino, é uma inversão da maneira como os homens nos tratam na sociedade. 'Todas essas frases e dramaturgias que eu crio para a Fran são coisas que eu ouço, que são ditas com naturalidade por um ex-namorado, pelo marido de uma amiga ou numa conversa entre os caras', explica Rafaela", como resumiu a Revista Tpm.
Partindo de referências como a atração circense A Mulher Gorila, e, claro, o filme King Kong, a personagem Fran acaba conduzindo uma irreverente e debochada reflexão, por meio de uma conversa cheia de humor e ironia.
Além das grandes temporadas em diferentes teatros no Rio de Janeiro – como Teatro Cesgranrio, Teatro XP, Teatro Sesi, Teatro Riachuelo e Teatro Tom Jobim –,  e em São Paulo, no Teatro Morumbi Shopping e no Teatro UOL,  a peça viajou para Brasília, Florianópolis, Belo Horizonte, Salvador, Angra dos Reis e Campinas, Salvador, Brasília, Recife, Fortaleza entre outras . A peça foi indicada ao Prêmio do Humor como Melhor Performance, Melhor Espetáculo e Melhor Direção. E também foi indicada no Prêmio APTR, na categoria Especial, voltada para “espetáculos que se destacaram pelo ineditismo, ousadia, comunicação e reflexão”.
A direção e a dramaturgia são assinadas por Rafaela Azevedo e Pedro Brício. A atuação e idealização é de Rafaela Azevedo. A direção musical é da cantora Letrux. A direção de arte é de Carola Leal e Gabriela Prestes. A cenografia é de Carola Leal, Gabriela Prestes e Álvaro Antônio Ferreira. O figurino é de Natascha Falcão e da marca Bold Strap. A iluminação é de  Ana Luzia de Simoni.  A assistência de direção é de Tamie Panet.  A operadora de som é Joana Guimarães. A operadora de luz é Cris Ferreira. E a produção é feita por Rafaela Azevedo.

## Carreira
Rafaela Azevedo formou-se em atuação pela Casa das Artes de Laranjeiras em 2011. Rafaela Azevedo iniciou sua carreira em 2012 como integrante do Grupo Teatral Moitará, referência no Brasil sobre pesquisa de linguagem da máscara teatral. Em 2015, participou do Polo Carioca de Circo, na Escola Nacional de Circo – programa, coordenado pelo Grupo Off-Sina, com finalidade o desenvolvimento e a qualificação no estudo da palhaçaria sob a perspectiva de diferentes profissionais renomados na área, como Ricardo Puccetti, Lily Curcio e Ésio Magalhães.
Foi com essas referências que criou sua palhça Fran e idealizou o espetáculo King Kong Fran. Além desse espetáculo, Rafaela também é idealizadora e intérprete do espetáculo de palhaçaria Fran World Tour - eu só preciso ser amada.  A primeira obra que a Fran aparece ao público.
Em seu currículo, Rafaela Azevedo assina também: a direção com Pedroca Monteiro do espetáculo musical cômico Canções para Matrimônio, de Ingrid Gaigher;  a direção e dramaturgia dos espetáculos Não Aprendi Dizer Adeus, de Bárbara Salomé (eleita como uma das 25 melhores peças de 2022 segundo a Folha de S.Paulo) e A Ira do Afeto, de Débora Veneziani – esses dois útlimos desenvolvios por Rafaela Azevedo a partir da técnica da palhaçaria.
Além disso, Rafaela Azevedo é a responsável pela direção do show Kitch Completo, da artista Natascha Falcão. Para completar, ela é idealizadora e diretora do Laboratório Estado de Palhaça e Palhaço, escola online que difunde a técnica da palhaçaria. Em sua entrevista para o programa Conversa Com Bial, Rafaela explica um pouco sobre sua premissa criativa: "Eu acho que a função do humor é a gente questionar quem está no poder, em qualquer lugar de poder. E mullher nunca esteve no poder. Nós somos minoria", explica.

## Vida pessoal
Nascida no bairro de Honório Gurgel, na cidade do Rio de Janeiro, Rafaela Azevedo mora hoje em São Paulo com o produtor musical Iuri Rio Branco.